# سارا کاتسولیس
سارا کاتسولیس (به انگلیسی: Sarah Katsoulis) (زادهٔ ۱۰ مهٔ ۱۹۸۴) شناگر اهل استرالیا است.